# Rupelmonde (buitenplaats)
Rupelmonde is een buitenplaats langs de rivier de Vecht in het Nederlandse dorp Nieuwersluis.
De buitenplaats is vernoemd naar de Belgische plaats Rupelmonde. Rond 1750 is het hoofdgebouw vergroot, aan de Vechtzijde kwam daarin een zaal gedeeltelijk in een forse uitbouw te liggen. Later volgden nog andere aanpassingen.
In monumentaal opzicht horen tot de buitenplaats naast het hoofdgebouw onder meer de tuin- en parkaanleg met tuinbeelden, een koetshuis, diverse hekwerken en een tuinhuis. De monumentale tuinmuur bij de moestuin valt vandaag de dag ook onder Rupelmonde maar behoorde oorspronkelijk tot de naastgelegen buitenplaats Sterreschans.
Het hoofdgebouw heeft een pannendak bedekt met de vrij zeldzame Oegstgeester dakpan. 